# Иванище (Речицкий район)
Иванище (бел. Іванішча) — посёлок в Заспенском сельсовете Речицкого района Гомельской области Белоруссии.

## География

### Расположение
В 19 км на юго-восток от районного центра и железнодорожной станции Речица (на линии Гомель — Калинковичи), 69 км от Гомеля.

## Транспортная сеть
Рядом автодорога Лоев — Речица. Деревянные крестьянские усадьбы стоящие у автодороги.

## История
Основан в 1920-х годах переселенцами из соседних деревень на бывших помещичьих землях. В 1930 году работала кузница. В 1931 году организован колхоз. Во время Великой Отечественной войны освобождена 14 ноября 1943 года. 14 жителей погибли на фронтах Великой Отечественной войны. Согласно переписи 1959 года в составе колхоза «50 лет Октября» (центр — деревня Леваши).

## Население

### Численность
- 2004 год — 1 хозяйство, 4 жителя.

### Динамика
- 1930 год — 3 двора, 13 жителей.
- 1959 год — 88 жителей (согласно переписи).
- 2004 год — 1 хозяйство, 4 жителя.